# Tomice (Polen)
De gemeente Tomice is een landgemeente in het Poolse woiwodschap Klein-Polen, in powiat Wadowicki.
Op 30 juni 2004 telde de gemeente 7134 inwoners.

## Oppervlakte gegevens
In 2002 bedroeg de totale oppervlakte van gemeente Tomice 41,73 km², waarvan:
- agrarisch gebied: 70%
- bossen: 13%

De gemeente beslaat 6,46% van de totale oppervlakte van de powiat.

## Demografie
Stand op 30 juni 2004:
| Omschrijving                   | Totaal | Totaal | Vrouwen | Vrouwen | Mannen | Mannen |
| ------------------------------ | ------ | ------ | ------- | ------- | ------ | ------ |
| eenheid                        | aantal | %      | aantal  | %       | aantal | %      |
| inwoners                       | 7134   | 100    | 3625    | 50,8    | 3509   | 49,2   |
| bevolkingsdichtheid (inw./km²) | 171    | 171    | 86,9    | 86,9    | 84,1   | 84,1   |

In 2002 bedroeg het gemiddelde inkomen per inwoner 1264,75 zł.

## Plaatsen
De gemeente omvat 6 sołectwo:
Lgota, Radocza, Tomice, Witanowice, Woźniki, Zygodowice

## Aangrenzende gemeenten
Brzeźnica, Spytkowice, Wadowice, Wieprz, Zator